# Renault F1 (motortillverkare)
Renault tillverkar formel 1-motorer.
Renault vann förar- och konstruktörsmästerskapen 2005 och 2006. Dessförinnan bidrog motortillverkaren till att Williams vann flera förar- och konstruktörsmästerskap under 1990-talet samt att Benetton vann förar- och konstruktörsmästerskapen 1995. Mellan 2010 och 2013 vann Red Bull Racing fyra raka förar- och konstruktörsmästerskap med Renault motorer.
I oktober 2024 meddelade Renault att man lägger ner sin motortillverkning till formel 1 vid slutet av säsongen 2025 för att istället fokusera på elmotorteknik och batterier.

## F1-meriter
| 1. Frankrike 1979 2. Brasilien 1980 3. Sydafrika 1980 4. Österrike 1980 5. Frankrike 1981 6. Nederländerna 1981 7. Italien 1981 8. Sydafrika 1982 9. Brasilien 1982 10. Frankrike 1982 11. Italien 1982 12. Frankrike 1983 13. Belgien 1983 14. Storbritannien 1983 15. Österrike 1983 16. Portugal 1985 17. San Marino 1985 18. Belgien 1985 19. Spanien 1986 20. Detroit 1986 21. Kanada 1989 22. Australien 1989 23. San Marino 1990 24. Ungern 1990 25. Mexiko 1991 26. Frankrike 1991 27. Storbritannien 1991 28. Tyskland 1991 29. Italien 1991 30. Portugal 1991 31. Spanien 1991 32. Sydafrika 1992 33. Mexiko 1992 34. Brasilien 1992 35. Spanien 1992 36. San Marino 1992 37. Frankrike 1992 38. Storbritannien 1992 39. Tyskland 1992 40. Portugal 1992 41. Japan 1992 42. Sydafrika 1993 43. San Marino 1993 44. Spanien 1993 45. Kanada 1993 46. Frankrike 1993 47. Storbritannien 1993 48. Tyskland 1993 49. Ungern 1993 50. Belgien 1993 51. Italien 1993 52. Spanien 1994 53. Storbritannien 1994 54. Belgien 1994 55. Italien 1994 56. Portugal 1994 57. Japan 1994 58. Australien 1994 59. Brasilien 1995 60. Argentina 1995 61. San Marino 1995 62. Spanien 1995 63. Monaco 1995 64. Frankrike 1995 65. Storbritannien 1995 66. Tyskland 1995 67. Ungern 1995 68. Belgien 1995 69. Italien 1995 70. Portugal 1995 71. Europa 1995 72. Stilla havet 1995 73. Japan 1995 74. Australien 1995 75. Australien 1996 76. Brasilien 1996 77. Argentina 1996 78. Europa 1996 79. San Marino 1996 80. Kanada 1996 81. Frankrike 1996 82. Storbritannien 1996 83. Tyskland 1996 84. Ungern 1996 85. Portugal 1996 86. Japan 1996 87. Brasilien 1997 88. Argentina 1997 89. San Marino 1997 90. Spanien 1997 91. Storbritannien 1997 92. Tyskland 1997 93. Ungern 1997 94. Österrike 1997 95. Luxemburg 1997 96. Ungern 2003 97. Monaco 2004 98. Australien 2005 99. Malaysia 2005 100. Bahrain 2005 101. San Marino 2005 102. Europa 2005 103. Frankrike 2005 104. Tyskland 2005 105. Kina 2005 106. Bahrain 2006 107. Malaysia 2006 108. Australien 2006 109. Spanien 2006 110. Monaco 2006 111. Storbritannien 2006 112. Kanada 2006 113. Japan 2006 114. Singapore 2008 115. Japan 2008 116. Kina 2009 117. Storbritannien 2009 118. Tyskland 2009 119. Japan 2009 120. Brasilien 2009 121. Abu Dhabi 2009 122. Malaysia 2010 123. Spanien 2010 124. Monaco 2010 125. Europa 2010 126. Storbritannien 2010 127. Ungern 2010 128. Japan 2010 129. Brasilien 2010 130. Abu Dhabi 2010 131. Australien 2011 132. Malaysia 2011 133. Turkiet 2011 134. Spanien 2011 135. Monaco 2011 136. Europa 2011 137. Belgien 2011 138. Italien 2011 139. Singapore 2011 140. Korea 2011 141. Indien 2011 142. Brasilien 2011 143. Bahrain 2012 144. Spanien 2012 145. Monaco 2012 146. Storbritannien 2012 147. Singapore 2012 148. Japan 2012 149. Korea 2012 150. Indien 2012 151. Abu Dhabi 2013 152. Australien 2013 153. Malaysia 2013 154. Bahrain 2013 155. Kanada 2013 156. Tyskland 2013 157. Belgien 2013 158. Italien 2013 159. Singapore 2013 160. Korea 2013 161. Japan 2013 162. Indien 2013 163. Abu Dhabi 2013 164. USA 2013 165. Brasilien 2013 166. Kanada 2014 167. Ungern 2014 168. Belgien 2014 |

| 1. Sydafrika 1979 2. Frankrike 1979 3. Tyskland 1979 4. Österrike 1979 5. Nederländerna 1979 6. Italien 1979 7. Brasilien 1980 8. Sydafrika 1980 9. Österrike 1980 10. Nederländerna 1980 11. Italien 1980 12. Frankrike 1981 13. Storbritannien 1981 14. Tyskland 1981 15. Österrike 1981 16. Nederländerna 1981 17. Italien 1981 18. Sydafrika 1982 19. Brasilien 1982 20. San Marino 1982 21. Belgien 1982 22. Monaco 1982 23. Detroit 1982 24. Nederländerna 1982 25. Frankrike 1982 26. Schweiz 1982 27. Las Vegas 1982 28. Frankrike 1983 29. Monaco 1983 30. Belgien 1983 31. Europa 1983 32. Brasilien 1984 33. Frankrike 1984 34. USA 1984 35. Portugal 1985 36. San Marino 1985 37. Monaco 1985 38. Kanada 1985 39. Detroit 1985 40. Italien 1985 41. Europa 1985 42. Australien 1985 43. Brasilien 1986 44. Spanien 1986 45. San Marino 1986 46. Detroit 1986 47. Frankrike 1986 48. Ungern 1986 49. Portugal 1986 50. Mexiko 1986 51. Ungern 1989 52. Ungern 1990 53. Kanada 1991 54. Mexiko 1991 55. Frankrike 1991 56. Storbritannien 1991 57. Tyskland 1991 58. Portugal 1991 59. Sydafrika 1992 60. Mexiko 1992 61. Brasilien 1992 62. Spanien 1992 63. San Marino 1992 64. Monaco 1992 65. Frankrike 1992 66. Storbritannien 1992 67. Tyskland 1992 68. Ungern 1992 69. Belgien 1992 70. Italien 1992 71. Portugal 1992 72. Japan 1992 73. Australien 1992 74. Sydafrika 1993 75. Brasilien 1993 76. Europa 1993 77. San Marino 1993 78. Spanien 1993 79. Monaco 1993 80. Kanada 1993 81. Frankrike 1993 82. Storbritannien 1993 83. Tyskland 1993 84. Ungern 1993 85. Belgien 1993 86. Italien 1993 87. Portugal 1993 88. Japan 1993 89. Brasilien 1994 90. Stilla havet 1994 91. San Marino 1994 92. Frankrike 1994 93. Storbritannien 1994 94. Australien 1994 95. Brasilien 1995 96. Argentina 1995 97. San Marino 1995 98. Spanien 1995 99. Monaco 1995 100. Kanada 1995 101. Frankrike 1995 102. Storbritannien 1995 103. Tyskland 1995 104. Ungern 1995 105. Italien 1995 106. Portugal 1995 107. Europa 1995 108. Stilla havet 1995 109. Japan 1995 110. Australien 1995 111. Australien 1996 112. Brasilien 1996 113. Argentina 1996 114. Europa 1996 115. Spanien 1996 116. Kanada 1996 117. Storbritannien 1996 118. Tyskland 1996 119. Belgien 1996 120. Italien 1996 121. Portugal 1996 122. Japan 1996 123. Australien 1997 124. Brasilien 1997 125. Argentina 1997 126. San Marino 1997 127. Monaco 1997 128. Spanien 1997 129. Storbritannien 1997 130. Tyskland 1997 131. Belgien 1997 132. Italien 1997 133. Österrike 1997 134. Japan 1997 135. Europa 1997 136. Malaysia 2003 137. Ungern 2003 138. Monaco 2004 139. Frankrike 2004 140. Belgien 2004 141. Australien 2005 142. Malaysia 2005 143. Bahrain 2005 144. Frankrike 2005 145. Storbritannien 2005 146. Brasilien 2005 147. Kina 2005 148. Malaysia 2006 149. Europa 2006 150. Spanien 2006 151. Monaco 2006 152. Storbritannien 2006 153. Kanada 2006 154. Kina 2006 155. Kina 2009 156. Turkiet 2009 157. Storbritannien 2009 158. Tyskland 2009 159. Japan 2009 160. Bahrain 2010 161. Australien 2010 162. Malaysia 2010 163. Kina 2010 164. Spanien 2010 165. Monaco 2010 166. Turkiet 2010 167. Europa 2010 168. Storbritannien 2010 169. Tyskland 2010 170. Ungern 2010 171. Belgien 2010 172. Japan 2010 173. Korea 2010 174. Abu Dhabi 2010 175. Australien 2011 176. Malaysia 2011 177. Kina 2011 178. Turkiet 2011 179. Spanien 2011 180. Monaco 2011 181. Kanada 2011 182. Europa 2011 183. Storbritannien 2011 184. Tyskland 2011 185. Ungern 2011 186. Belgien 2011 187. Italien 2011 188. Singapore 2011 189. Japan 2011 190. Indien 2011 191. Abu Dhabi 2011 192. Brasilien 2011 193. Bahrain 2012 194. Kanada 2012 195. Europa 2012 196. Japan 2012 197. Korea 2012 198. Indien 2012 199. USA 2012 200. Australien 2013 201. Malaysia 2013 202. Kanada 2013 203. Italien 2013 204. Singapore 2013 205. Korea 2013 206. Japan 2013 207. Indien 2013 208. Abu Dhabi 2013 209. USA 2013 210. Brasilien 2013 |

| 1. Frankrike 1979 2. Österrike 1979 3. Brasilien 1980 4. Sydafrika 1980 5. Österrike 1980 6. Nederländerna 1980 7. Frankrike 1981 8. Storbritannien 1981 9. Sydafrika 1982 10. Brasilien 1982 11. Detroit 1982 12. Schweiz 1982 13. Italien 1982 14. Frankrike 1983 15. Storbritannien 1983 16. Österrike 1983 17. Europa 1983 18. Sydafrika 1984 19. Detroit 1984 20. Portugal 1985 21. Kanada 1985 22. Detroit 1985 23. Europa 1985 24. Brasilien 1989 25. Tyskland 1990 26. Ungern 1990 27. Portugal 1990 28. Spanien 1990 29. Japan 1990 30. Brasilien 1991 31. Kanada 1991 32. Mexiko 1991 33. Frankrike 1991 34. Storbritannien 1991 35. Tyskland 1991 36. Portugal 1991 37. Spanien 1991 38. Sydafrika 1992 39. Brasilien 1992 40. Spanien 1992 41. San Marino 1992 42. Monaco 1992 43. Frankrike 1992 44. Storbritannien 1992 45. Tyskland 1992 46. Ungern 1992 47. Italien 1992 48. Japan 1992 49. Sydafrika 1993 50. San Marino 1993 51. Monaco 1993 52. Storbritannien 1993 53. Ungern 1993 54. Belgien 1993 55. Italien 1993 56. Portugal 1993 57. Japan 1993 58. Australien 1993 59. San Marino 1994 60. Frankrike 1994 61. Storbritannien 1994 62. Tyskland 1994 63. Belgien 1994 64. Italien 1994 65. Portugal 1994 66. Japan 1994 67. Brasilien 1995 68. Argentina 1995 69. Spanien 1995 70. Kanada 1995 71. Frankrike 1995 72. Storbritannien 1995 73. Tyskland 1995 74. Ungern 1995 75. Belgien 1995 76. Portugal 1995 77. Europa 1995 78. Stilla havet 1995 79. Japan 1995 80. Australien 1995 81. Australien 1996 82. Brasilien 1996 83. Argentina 1996 84. Europa 1996 85. San Marino 1996 86. Monaco 1996 87. Kanada 1996 88. Frankrike 1996 89. Storbritannien 1996 90. Tyskland 1996 91. Ungern 1996 92. Belgien 1996 93. Portugal 1996 94. Japan 1996 95. Australien 1997 96. Brasilien 1997 97. Argentina 1997 98. San Marino 1997 99. Tyskland 1997 100. Ungern 1997 101. Belgien 1997 102. Österrike 1997 103. Luxemburg 1997 104. Japan 1997 105. Europa 1997 106. Kanada 2003 107. Australien 2005 108. Spanien 2005 109. Europa 2005 110. Malaysia 2006 111. San Marino 2006 112. Storbritannien 2006 113. Kina 2006 114. Japan 2006 115. Storbritannien 2009 116. Tyskland 2009 117. Ungern 2009 118. Belgien 2009 119. Singapore 2009 120. Japan 2009 121. Brasilien 2009 122. Abu Dhabi 2009 123. Australien 2010 124. Malaysia 2010 125. Monaco 2010 126. Turkiet 2010 127. Kanada 2010 128. Tyskland 2010 129. Ungern 2010 130. Japan 2010 131. Malaysia 2011 132. Kina 2011 133. Turkiet 2011 134. Monaco 2011 135. Europa 2011 136. Belgien 2011 137. Korea 2011 138. Indien 2011 139. Abu Dhabi 2011 140. Brasilien 2011 141. Bahrain 2012 142. Spanien 2012 143. Kanada 2012 144. Storbritannien 2012 145. Ungern 2012 146. Belgien 2012 147. Japan 2012 148. Korea 2012 149. Abu Dhabi 2012 150. USA 2012 151. Australien 2013 152. Kina 2013 153. Bahrain 2013 154. Monaco 2013 155. Kanada 2013 156. Storbritannien 2013 157. Ungern 2013 158. Belgien 2013 159. Singapore 2013 160. Korea 2013 161. Japan 2013 162. Indien 2013 163. USA 2013 164. Brasilien 2013 165. Spanien 2014 166. USA 2014 167. Abu Dhabi 2014 168. Monaco 2015 169. Ungern 2015 170. Singapore 2015 |